# Christina Kukielka
Christina Kukielka (* 28. Juni 1944 in Durban) ist eine ehemalige deutsche Politikerin (Kommunistischer Bund, Bunte Liste, GAL). Von 1986 bis 1989 gehörte sie der Hamburgischen Bürgerschaft an.

## Leben und Wirken
Christina Kukielka kam als Tochter eines Deutschen und einer Engländerin in der südafrikanischen Großstadt Durban zur Welt. Sie hat eine Schwester. Ab 1946 lebte sie jeweils drei Jahre in England und Hamburg, bevor sie 1952 nach Südafrika zurückkehrte. Dort besuchte sie in Durban und Johannesburg ein Deutsches Gymnasium bzw. katholisches Internat. Seit 1954 lebt sie dauerhaft in Hamburg. Ihr Abitur erlangte sie 1965 an der Alten Klosterschule. Danach studierte sie bis 1969 Psychologie und Linguistik. 1968 schloss sie eine Ehe, aus der eine Tochter hervorging und die zwei Jahre darauf wieder geschieden wurde. Nach Tätigkeit für einen Arbeitgeberverband bildete sie sich von 1971 bis 1973 zur Lehrerin für Volks- und Realschule fort, woraufhin sich ein dreijähriges Referendariat anschloss. Ab 1976 arbeitete sie im Verlagswesen. Von 1980 bis einschließlich ihrer späteren Zeit als Bürgerschaftsabgeordnete lehrte sie als Dozentin für die Stiftung Grone-Schule.
Kukielka war von 1973 bis 1985 Mitglied der Gewerkschaft Erziehung und Wissenschaft (danach ÖTV), engagierte sich als Betriebsrätin und Vertrauensfrau. 1978 trat sie der Bunten Liste bei und zog mit einer weiteren Abgeordneten, Ilona Kiene, für fünf Jahre in die Bezirksversammlung von Hamburg-Eimsbüttel ein. Dort taten sie sich durch häufige Anfragen an Behörden und kontroverse Diskussionen hervor. Obwohl die Bunte Liste nur zwei Stimmen in der Bezirksversammlung hatte, konnte sie auf Grund der übrigen Sitzverteilung (20 SPD-Abgeordnete und 18 Abgeordnete der Opposition aus CDU und FDP) Gleichstand oder eine Mehrheit herbeiführen und daher Einfluss nehmen.
1980 wurde Kukielka Mitglied der GAL, wo sie dem parteilinken Spektrum („Fundi“) angehörte. Die GAL stellte bei der Bürgerschaftswahl in Hamburg 1986 erstmals eine reine Frauenliste auf, der Kukielka als Spitzenkandidatin angehörte. Im November zog sie in die 12. Hamburgische Bürgerschaft ein. Schwerpunkte ihrer politischen Arbeit lagen in den Bereichen Migranten und Flüchtlinge, Antifaschismus und Bezirksversammlungsverordnung. Sie setzte sich unter anderem für die Entschädigung von NS-Opfern, gegen die Abschiebung von Flüchtlingen und gegen die Räumung der Hafenstraße ein. Bei der Bürgerschaftswahl in Hamburg 1987 wurde sie wiedergewählt. Im Februar 1989 schied sie auf Grund der in ihrer Partei üblichen Rotation aus der Bürgerschaft aus. Im gleichen Jahr trat sie aus der GAL aus. 1993 beteiligte sie sich an der Gründung der Liste Linke Alternative - Wehrt euch, die zur  Bürgerschaftswahl antrat.